# Margaret Ladd
Margaret Ladd (Providence, 8 novembre 1942) è un'attrice statunitense.

## Filmografia

### Cinema
- Gli amici di Eddie Coyle (The Friends of Eddie Coyle), regia di Peter Yates (1973)
- Un matrimonio (A Wedding), regia di Robert Altman (1978)
- I'm Dancing as Fast as I Can, regia di Jack Hofsiss (1982)
- 60 minuti per Danny Masters (The Escape Artist), regia di Caleb Deschanel (1982)
- Le balene d'agosto (The Whales of August), regia di Lindsay Anderson (1987)
- L'amore all'improvviso (What's Up, Scarlet?), regia di Anthony Caldarella (2005)
- A Northern Star, regia di Francisco Solorzano - cortometraggio (2016)
- Hobo 1 Meets Hobo 2, regia di Lee Fitzjames - cortometraggio (2019)
- Bygones, regia di William Wedig - cortometraggio (2019)
- Just in Time, regia di Christopher Martini - cortometraggio (2019)
- The Country Club, regia di Fiona Robert (2023)

### Televisione
- A Flame in the Wind – serie TV, episodio 1x31 (1965)
- Videoamore (The Love Tapes), regia di Allen Reisner – film TV (1979)
- Questo bambino è mio (The Seeding of Sarah Burns), regia di  Sandor Stern – film TV (1979)
- Taxi – serie TV, episodio 2x02 (1979)
- Quincy (Quincy, M.E.) – serie TV, episodio 5x15 (1980)
- La famiglia Bradford (Eight is Enough) – serie TV, episodio 5x16 (1981)
- Hotel – serie TV, episodio 4x15 (1987)
- Falcon Crest – serial TV, 194 episodi (1981-1989)
- Ragionevoli dubbi (Reasonable Doubts) – serie TV, episodio 1x13 (1992)
- Mozart in the Jungle – serie TV, episodi 1x04-1x07-2x08 (2014-2015)
- Crisi in sei scene (Crisis in Six Scenes), regia di Woody Allen – miniserie TV, 3 puntate (2016)
- At Home with Amy Sedaris – serie TV, episodio 3x05 (2020)
- Bite Size Holiday – serie TV, episodio 2x03 (2021)